# Chelsea Aubry
Chelsea Aubry (27 de junho de 1984) é uma basquetebolista profissional canadense.

## Carreira
Chelsea Aubry integrou a Seleção Canadense de Basquetebol Feminino em Londres 2012 que terminou na oitava colocação.